# Pomacea canaliculata
Escargot-pomme
Espèce
Synonymes
- Ampullaria australis d'Orbigny, 1835[2]
- Ampullaria canaliculata Lamarck, 1822[2] [3]
- Ampullaria dorbignyana Philippi, 1852[2]
- Pomacea (Pomacea) canaliculata (Lamarck, 1822)[2]
- Pomacea canaliculata chaquensis Hylton Scott, 1948[2]
- Pomacea d'orbignyana (Philippi, 1852)[3]

Statut de conservation UICN

 LC  : Préoccupation mineure
Pomacea canaliculata, communément appelé escargot-pomme, est une espèce de mollusques gastéropodes d'eau douce. Introduite hors de son aire naturelle de répartition pour l'élevage en aquarium ou pour la gastronomie, cette espèce peut devenir envahissante lorsqu'elle s'échappe ou lorsqu'elle se reproduit en grand nombre dans un aquarium. Certains poissons, appelés « mangeurs d'escargot », peuvent contrer leur peuplement (notamment les poissons combattants, ou Bettas). Elle figure sur la liste des 100 espèces les plus envahissantes au XXIe siècle en Europe.  Elle peut être confondue avec Pomacea insularum. 

## Description
De grande taille, 40 à 60 mm de large pour 45 à 75 mm de haut, mais pouvant dépasser 100 mm, sa coquille est globuleuse, avec cinq ou six tours, et une suture très creuse, d'où son nom canaliculata (channeled, en anglais), soit « à canal ». La coquille est de couleur variable, avec un opercule. L'espèce possède une double forme de respiration : branchiale et pulmonaire. Pour échapper à ses prédateurs, elle a aussi développé un "tuba", qui lui permet de remplir ses poumons tout en restant caché et hors de portée. 
L'espèce est très proche de Pomacea insularum, dont elle ne peut être distinguée que par une analyse génétique.

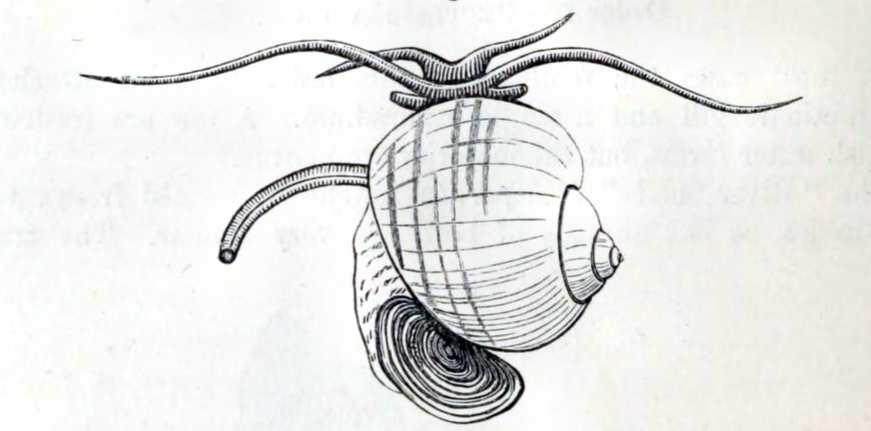
Dessin naturaliste, 1901.
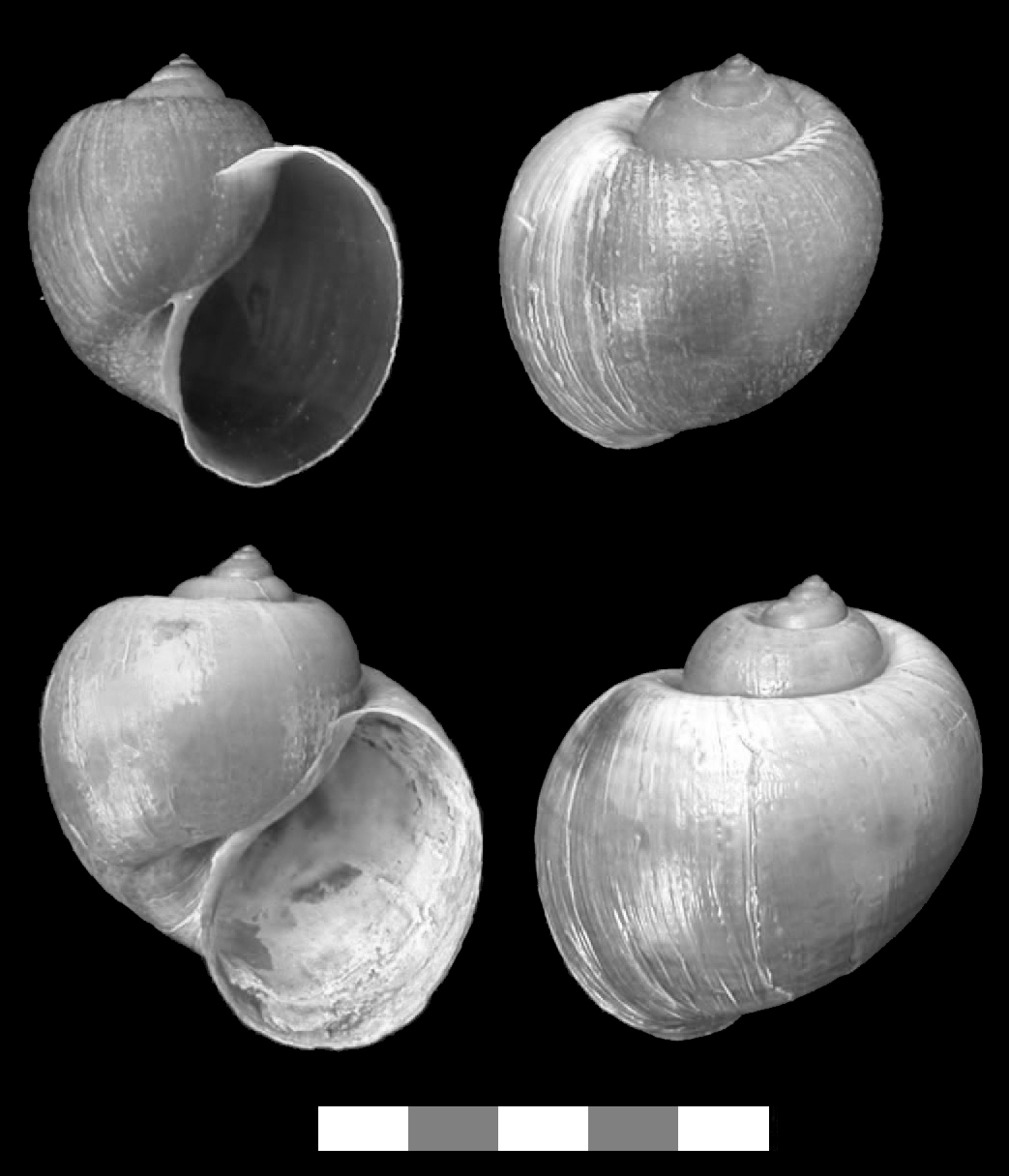
Coquille.
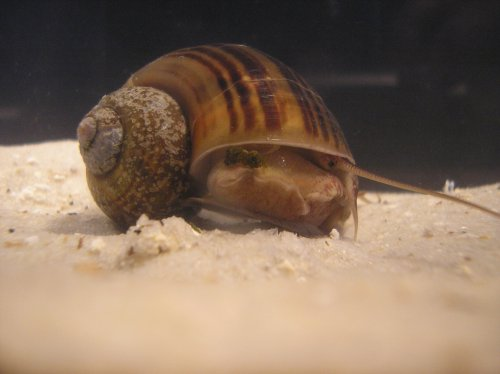
Vue latérale.
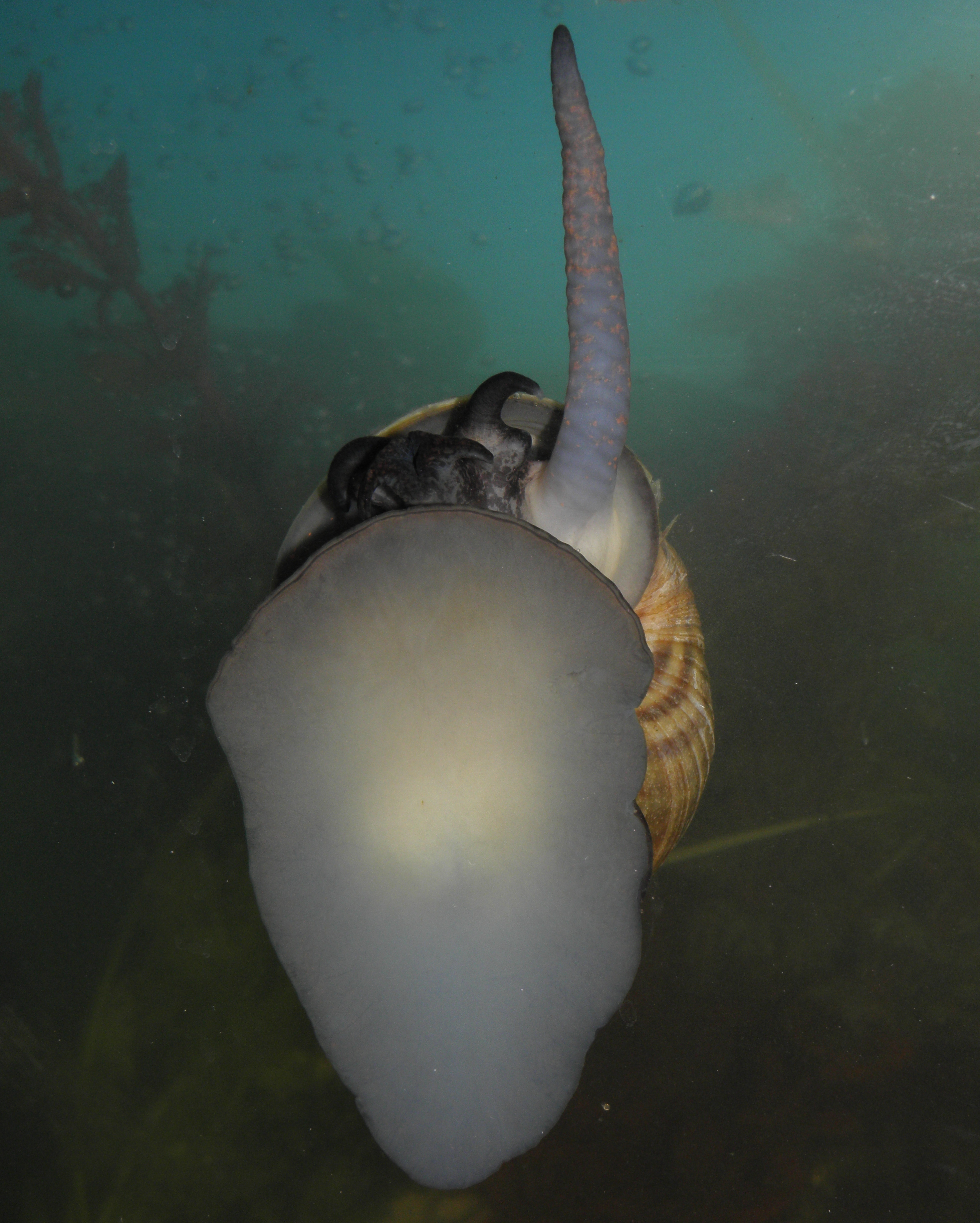
Vue ventrale
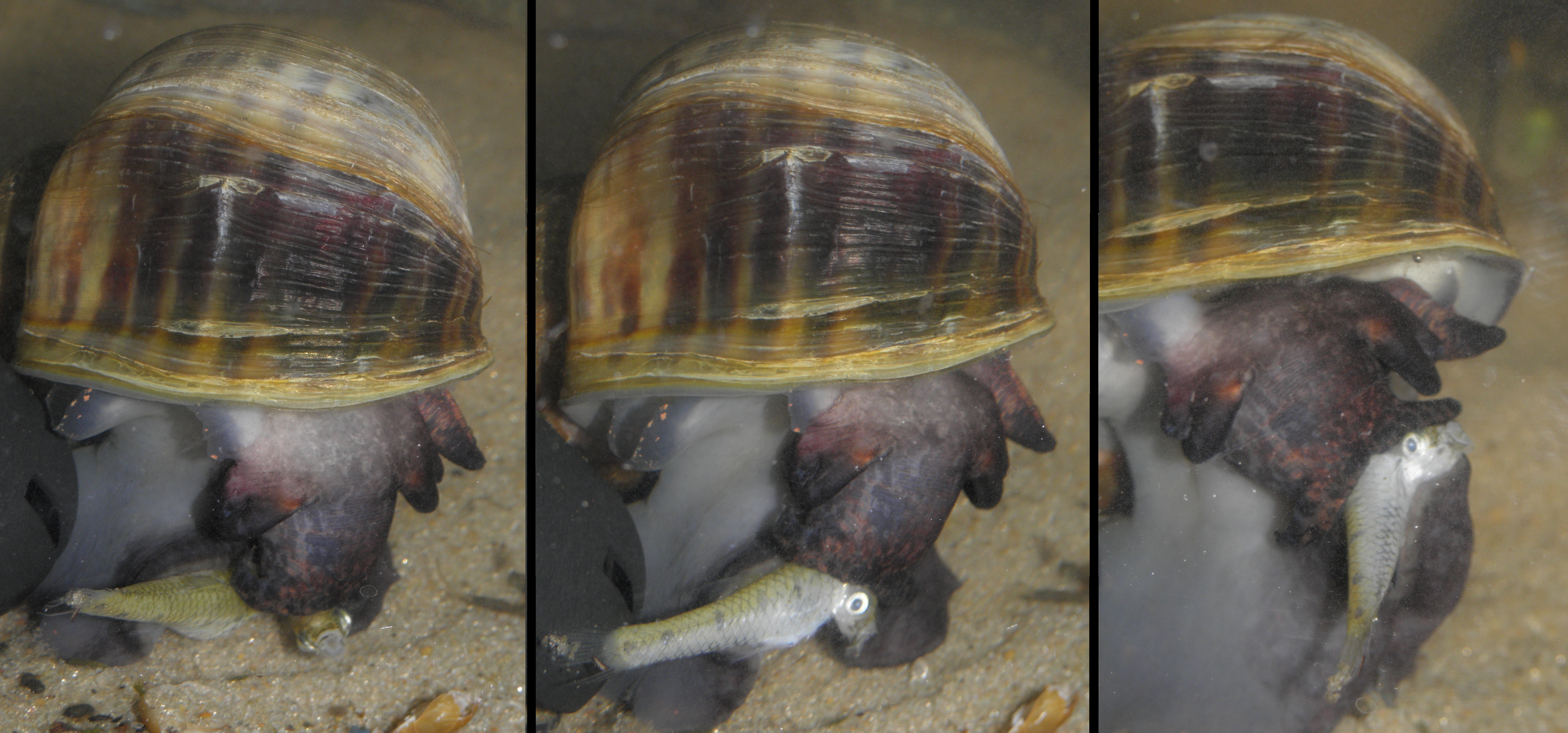
Spécimen dévorant un petit poisson (Cnesterodon decemmaculatus).
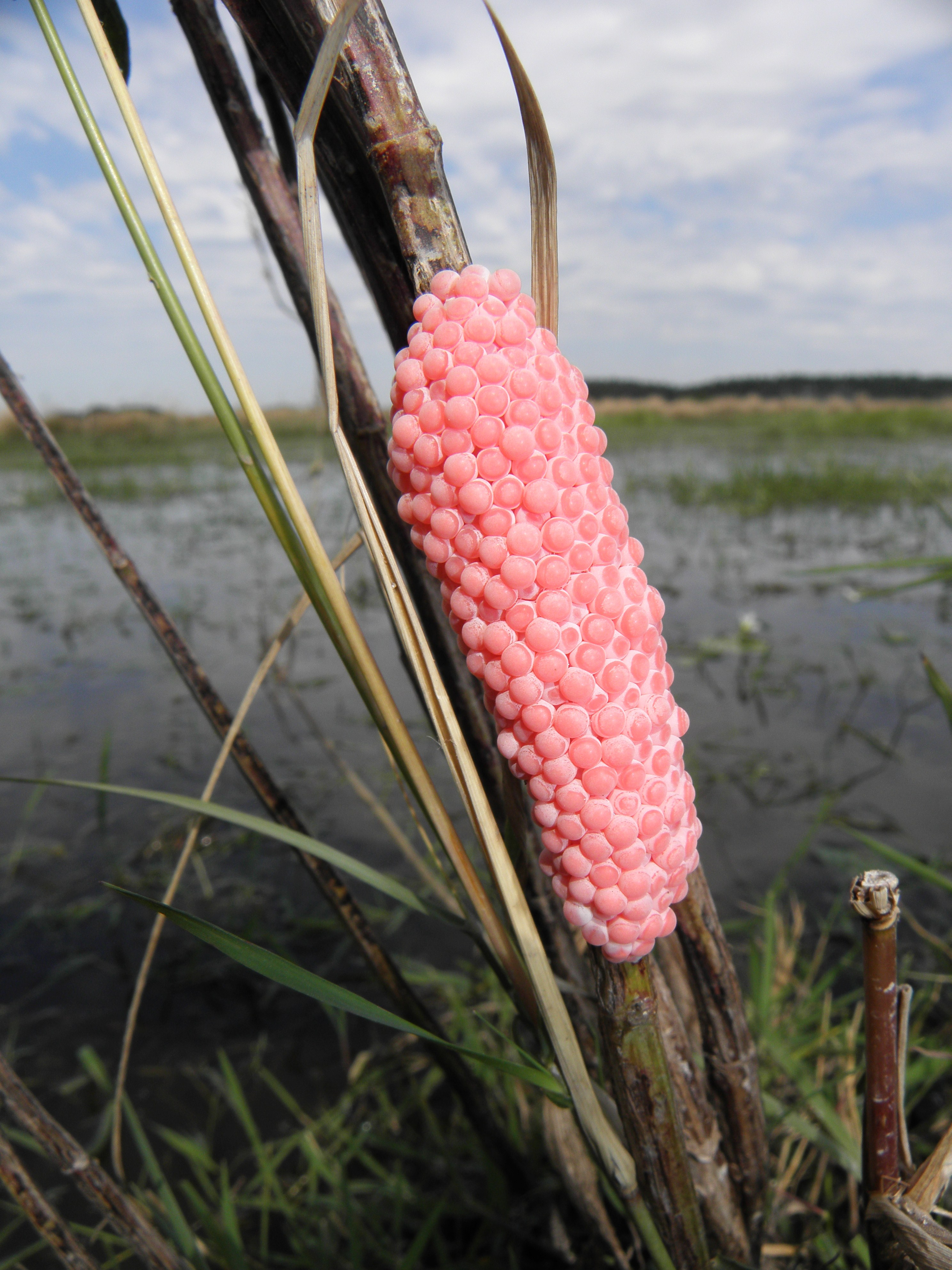
Ponte sur une tige.

L'escargot-pomme a une capacité surprenante de régénération de ses organes : des scientifiques ayant coupé l'œil d'un spécimen, il l'a fait repousser en un mois, pupille, rétine, cristallin et nerf optique compris.

## Distribution d'origine
L'espèce est présente à l'état naturel dans le centre de l'Amérique du Sud, en Argentine, en Bolivie, au Brésil, au Paraguay et en Uruguay. Dans son milieu naturel, son développement est limité par des prédateurs, comme le Courlan brun (Aramus guarauna) ou le Milan des marais (Rostrhamus sociabilis).

## Distribution comme espèce invasive
Comme espèce invasive, elle est présente dans des États d'Amérique du Nord, ainsi qu'en Asie du Sud, du Sud-Est et de l'Est, où elle a été introduite dans les années 1980 par des héliciculteurs qui pensaient en faire un élevage lucratif pour la gastronomie. Elle est notamment très invasive dans les rizières où elle dévore les jeunes plants.

## Biologie et reproduction

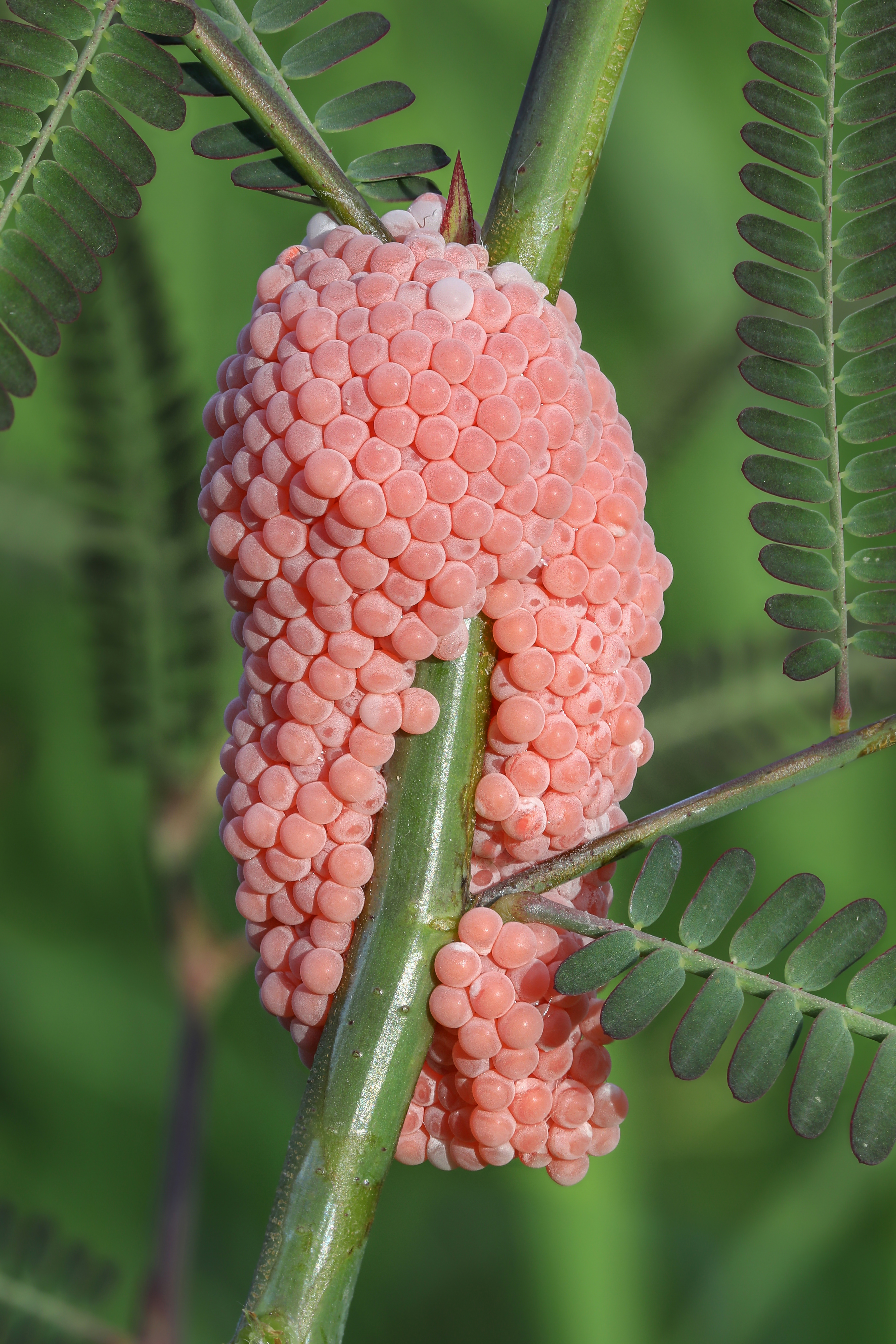
Oeufs de P. canaliculata dans une rizière du Si Phan Don, au Laos (sept. 2019).

Pomacea canaliculata se nourrit de nombreux types de plantes. Elle peut vivre jusqu'à 4 ans et atteint sa maturité sexuelle entre 3 mois et 2 ans. Les œufs, de 2,5 à 3,5 mm, sont orangés, pondus et fixés sur des supports au dessus de la surface de l'eau par grappes de 200 à 600. Ces œufs, toxiques, n'ont pas de prédateurs. Une fois implantée, l'espèce est considérée comme pratiquement impossible à éradiquer. 
Parmi ses adaptations figure aussi la capacité à estiver : en attendant le retour de la saison des pluies, elle s'enterre dans le sol, ferme son opercule, et ralentit son métabolisme. Elle peut ainsi attendre de 4 à 5 mois une période plus favorable.